# Krahulčí
Krahulčí település Csehországban, a Jihlavai járásban. Krahulčí Mrákotín, Horní Myslová, Hostětice, Borovná és Telč településekkel határos. Lakosainak száma 633 fő (2024. január 1.).

## Népesség
A település lakosságának változását az alábbi diagram mutatja:
| Lakosok száma | 175  | 246  | 263  | 376  | 471  | 570  | 610  | 600  | 625  | 633  |
|               | 1869 | 1890 | 1921 | 1950 | 1980 | 2001 | 2017 | 2019 | 2022 | 2024 |